# Landtagswahl in Vorarlberg 1959
- SPÖ: 10
- ÖVP: 21
- FPÖ: 5

Die Landtagswahl in Vorarlberg 1959 fand am 18. Oktober 1959 statt. Die Österreichische Volkspartei (ÖVP) verlor dabei 3,3 % und erreichte mit 54,73 % ihr schlechtestes Ergebnis bei einer Landtagswahl in der 2. Republik. Auf Grund der Erhöhung der Abgeordnetenzahl von 26 auf 36 konnte die ÖVP jedoch ihre Abgeordnetenzahl von 16 auf 21 Mandatare steigern und ihre absolute Mehrheit halten. Die Sozialistische Partei Österreichs (SPÖ) erreichte hingegen ihr bestes Ergebnis in Vorarlberg seit 1945. Sie gewann 3,4 % hinzu und erreichte einen Stimmenanteil von 29,3 %. Damit konnte sie ihre Mandatszahl von 7 auf 10 Mandate steigern. Die Freiheitliche Partei Österreichs (FPÖ) konnte sich gegenüber ihrer Vorgängerorganisation, der Wahlpartei der Unabhängigen (WdU), steigern und gewann 1,3 % und zwei Mandate hinzu. Mit 14,9 % stellte sie in der Folge 5 Mandatare. Die Kommunistische Partei Österreichs (KPÖ) scheiterte bei einem Verlust von 1,4 % mit einem Stimmenanteil von 1,1 % erneut am Einzug in den Landtag.
Der Landtag der XIX. Gesetzgebungsperiode konstituierte sich in der Folge am 29. Oktober 1959 und wählte an diesem Tag die Landesregierung Ilg IV zur neuen Vorarlberger Landesregierung. 

## Gesamtergebnis
|                                         | Ergebnisse 1959 | Ergebnisse 1959 | Ergebnisse 1959 | Ergebnisse 1954 | Ergebnisse 1954 | Ergebnisse 1954 | Differenzen | Differenzen | Differenzen |      |
| --------------------------------------- | --------------- | --------------- | --------------- | --------------- | --------------- | --------------- | ----------- | ----------- | ----------- | ---- |
| Wahlberechtigte                         | 130.103         | 130.103         | 130.103         | 117.973         | 117.973         | 117.973         | + 12.130    | + 12.130    | + 12.130    |      |
| Wahlbeteiligung                         | 93,75 %         | 93,75 %         | 93,75 %         | 94,31 %         | 94,31 %         | 94,31 %         | - 0,56 %    | - 0,56 %    | - 0,56 %    |      |
|                                         | Stimmen         | %               | Mand.           | Stimmen         | %               | Mand.           | Stimmen     | %           | Mand.       |      |
| Abgegebene Stimmen                      | 121.971         |                 |                 | 111.263         |                 |                 | + 10.708    |             |             |      |
| Ungültig                                | 3.893           | 3,19 %          |                 | 5.890           | 5,29 %          |                 | - 1.997     | - 2,10 %    |             |      |
| Gültig                                  | 118.078         | 96,81 %         |                 | 105.373         | 94,71 %         |                 | + 12.705    | + 2,10 %    |             |      |
| Partei                                  |                 |                 |                 |                 |                 |                 |             |             |             |      |
| Österreichische Volkspartei (ÖVP)       | 64.619          | 54,73 %         | 21              | 61.105          | 57,99 %         | 16              | + 3.514     | - 3,26 %    | + 5         |      |
| Sozialistische Partei Österreichs (SPÖ) | 34.607          | 29,31 %         | 10              | 27.357          | 25,96 %         | 7               | + 7.250     | + 3,35 %    | + 3         |      |
| Freiheitliche Partei Österreichs (FPÖ)  | 17.614          | 14,92 %         | 5               | 14.395          | 13,66 %         | 3               | + 3.219     | + 1,26 %    | + 2         |      |
| Kommunistische Partei Österreichs (KPÖ) | 1.238           | 1,05 %          | 0               | 2.516           | 2,39 %          | 0               | - 1.278     | - 1,34 %    | ± 0         |      |
| Gesamt                                  | 118.078         | 100,00 %        | 36              | 105.373         | 100,00 %        | 26              | + 12.705    |             | + 10        | + 10 |